# خمر میانه
خمرهای میانی مرحله تاریخی زبان خمر است که میان سده‌های ۱۴ و ۱۸ میلادی پس از خمر باستان و پیش از زبان خمر نو وجود داشت. آغاز دوره خمر میانه تقریباً با سقوط امپراتوری خمر انگکوری به پادشاهی سیامی آیوتایا و دوره تاریخ کامبوج که عموماً به عنوان دوره پساآنگکور شناخته می‌شود، همزمان است.
دوره خمر میانه مرحله‌ای گذار بود که در آن زبان شاهد تغییرات نسبتاً سریع و شگرفی، به ویژه در واج‌شناسی، بود که با ظهور زبانی به پایان رسید که به عنوان خمر نوین شناخته می‌شود. پایان این دوره تقریباً با تاج‌گذاری آنگ انگ، پدر آنگ دوونگ در سال ۱۷۷۷، همزمان بود.